# 枝手久島
枝手久島（えだてくじま）は、奄美大島の西方約400メートルに位置する奄美群島に属する無人島。イザトバナレとも呼ばれる。

## 概要
行政上は鹿児島県大島郡宇検村に属する。焼内湾口にあり、大島の宇検村宇検からの最短距離は西に約300mである（地理院地図）。面積約5.7k㎡。最高標高322m。
ハブの発祥地とも言われている。
風葬の島としても知られ、大正9年（1920年）から1921年にかけて奄美・沖縄を三か月間にわたって取材旅行した柳田邦夫の南島旅行見聞録に記されている。
1970年代に石油備蓄基地として構想があったが、住民の強い反対に応え、実現しなかった。